# Dicranopygium coma-pyrrhae
Dicranopygium coma-pyrrhae là một loài thực vật có hoa trong họ Cyclanthaceae. Loài này được (Harling) Harling miêu tả khoa học đầu tiên năm 1954.